# دگرپیکری

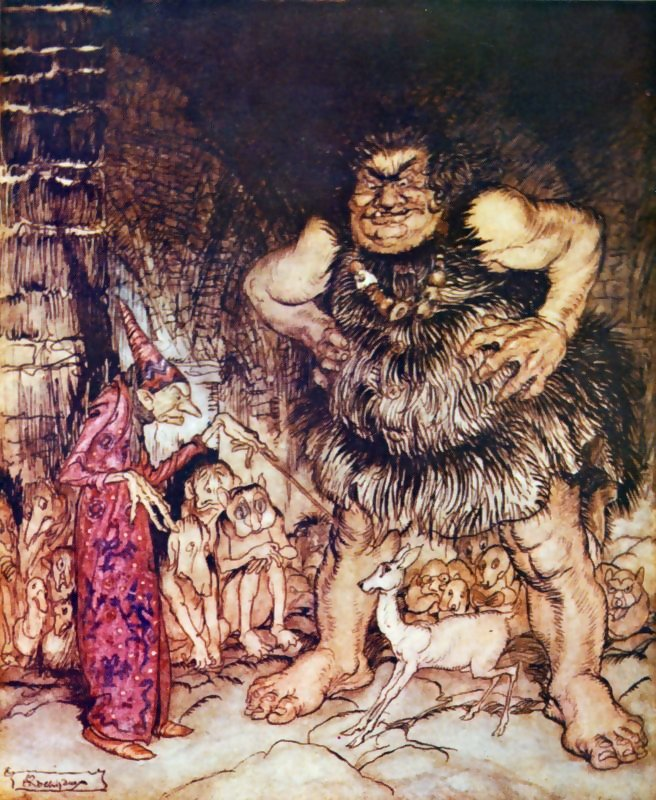
دگر پیکری

دِگَرپـِیکَری موضوعی است که در بسیاری از افسانه‌های عامیانه و داستان‌های تخیلی دیده می‌شود.
دگرپیکری حالتی است که در این داستان‌ها موجودی از شکلی به شکل دیگر درآید، همچون انسان‌هایی که در داستان‌ها تبدیل به گرگ شده و گرگینه می‌شود.
دگر پیکری زمانی رخ می‌دهد که یا موجودی (معمولاً انسان) بتواند خود را به شکل انسان، حیوان یا موجودی دیگر درآورد. ۲. شخصی متوجه شود که پیکرش توسط کس دیگری و به‌طور غیرارادی تغییر می‌کند. اگر این کار ارادی باشد می‌تواند در اثر جادو یا طلسم انجام شود. اگر غیرارادی باشد ممکن است در اثر طلسم یا نفرین یا کمک پری یا جادوگری یا ماه کامل یا مرگ یا عشق انجام شود.که در داستان های تخیلی اغلب افراد و شخصیت های شرور با این قدرت نظم طبیعت بر زندگی را بهم میزنند